# Никифор Никифоров (подполковник)
Вижте пояснителната страница за други личности с името Никифор Никифоров.
Никифор Савов Никифоров е български военен деец, подполковник, основател на Военния съюз, по-късно подкрепил политиката на БЗНС и убит след Деветоюнския преврат от 1923 година.

## Биография
Никифоров е роден на 29 април 1889 година в Севлиево, България. На 17 февруари 1908 година завършва Военното училище в София и е произведен в чин подпоручик. На 19 февруари 1911 г. е произведен в чин поручик. Като поручик в Балканската и Междусъюзническата война в 1912 – 1913 година командва рота от 46-и пехотен полк. Награден с орден „За храброст“ IV степен, ΙΙ клас и орден „За военна заслуга“ V степен, на военна лента. На 18 май 1914 е произведен в чин капитан.
В началото на Първата световна война капитан Никифоров е като офицер за поръчки в щаба на 4-та пехотна дивизия. През 1916 година ръководи щурмови курс, организиран от щаба на Първа армия в Дедели. През 1918 г. е награден с Орден „Св. Александър“ V степен, с мечове отгоре, която награда е потвърдена със заповед № 355 от 1921 г. по Министерството на войната. През 1918 е произведен в чин майор и по-късно е назначен за началник-щаб на 2-ра бригада от Планинската дивизия, за която служба съгласно заповед № 464 от 1921 г. по Министерството на войната е награден с Военен орден „За храброст“ III степен, 2 клас.
След войната е командир на 6-и пограничен участък, а по-късно е назначен за началник на адютанската секция при щаба на армията. В 1919 година е сред основателите на Военния съюз. По-късно обаче влиза в управляващата партия БЗНС и се сближава с Александър Стамболийски и Недялко Атанасов.
В края на 1920 година майор Никифоров завършва Генералщабната академия и е назначен за командир на дружина в 1-ви пехотен полк, а след това за командир на 6-а пехотна търновска дружина.
Влиза в сблъсък с Вътрешната македонска революционна организация, която се стреми да постави изцяло под свой контрол Пиринска Македония. На 17 октомври 1922 година ВМРО осъществява така наречената Неврокопската акция, като завладява Неврокоп и избива 12 привърженици на конкурентната Македонска федеративна организация. Майор Никифоров лично настоява да замине за града и обезоръжи четниците на ВМРО. Установява своя щаб в Мехомия и обкръжава Неврокоп. Войводата Алеко Василев не влиза в сблъсък с българската войска и започва преговори с майор Никифоров, като се съгласява да опразни града при условие, че федералистите не бъдат допуснати отново в околийското управление. Самите офицери на Никифоров подкрепят действията на ВМРО и не желаят сблъсък с организацията, а самият Никифоров си навлича омразата ѝ. Заради изпълнението на тази задача майор Никифоров е назначен за командир на 7-и пограничен участък, а по-късно за помощник-началник на 2-ри пограничен сектор.
В началото на май 1923 година майор Никифоров е назначен за преподавател във Военното училище и е произведен подполковник. В същото време заболява и заминава да се лекува във Виена. След Деветоюнския преврат новият военен министър генерал Иван Вълков освобождава от служба лоялните на БЗНС офицери, в чието число е и подполковник Никифоров. Телеграфирано му е да се завърне в страната и на гарата е арестуван и поставен под домашен арест. През юли 1923 година е арестуван от офицерите от разузнавателната секция при Военното министерство ротмистър Атанас Лазаров и поручик Кочо Стоянов и е откаран в неизвестна посока.

## Военни звания
- Подпоручик (17 февруари 1908)
- Поручик (19 февруари 1911)
- Капитан (18 май 1914)
- Майор (1918)
- Подполковник (май 1923)

## Награди
- Военен орден „За храброст“ IV степен, 2 клас
- Народен орден „За военна заслуга“ V степен, на военна лента
- Орден „Св. Александър“ V степен, с мечове отгоре (1918/1921)
- Военен орден „За храброст“ III степен, 2 клас (1921)